# 瑞鑫國際
瑞鑫國際集團有限公司（Ruixin International Holdings Limited），前稱先科國際（Semtech International Holdings Limited）和泰豐國際（Sino-Tech International Holdings Limited）（港交所：0724），是一家香港上市公司。
先科國際之前主席是黃創光，他因為涉嫌行賄、造市等犯罪行為，及棄保潛逃而被通緝。
先科國際於2000年7月3日以千禧智慧控股之名稱上市，從事製造打火機及電子零件業務。後於2004年再易名為先科國際。
先科國際在2006年9月公佈，董事會建議改名為現稱。

## 先科國際案
香港先科國際案事件始自2004年7月9日廉政公署的「驛馬星」行動，當時的先科國際主席等9人被捕，涉嫌造假市、行賄財經分折員，唱好其上市公司股價，賄款有150萬港元。

## 相關
- 林炳昌
- 艾勤賢
- 廉政公署 (香港) 的重大案件之一